# Lifestream (canción)
«Lifestream» es una canción e interpretada por el cantante estadounidense Rick Nelson, junto con su banda The Stone Canyon Band. Fue publicada en septiembre de 1973 como el sencillo principal de su vigésimo segundo álbum de estudio, Windfall (1974).

## Recepción de la crítica
Un escritor no especificado de la revista Cash Box describió «Lifestream» como “una de las más bonitas que han aparecido en mucho tiempo. Altamente lírico con excelente música de Stone Canyon Band, todos los puntos se suman para ser un elemento importante en las listas”.

## Lista de canciones
- 7-inch single – MCA-40130[3]

1. «Lifestream» (Rick Nelson) – 2:38
2. «Evil Woman Child» (Dennis Larden) – 3:43

## Créditos y personal
Créditos adaptados desde las notas de álbum de Windfall.
Rick Nelson and the Stone Canyon Band
- Tom Brumley – steel guitar
- J. DeWitt White – bajo eléctrico, coros
- Dennis Larden – guitarra líder, coros
- Ty Grimes – batería
- Rick Nelson – guitarra, voz principal

Personal técnico
- Rick Nelson – productor
- Michael Nemo – arreglos

## Posicionamiento
| Gráfica (1974)                                  | Pico de posición |
| ----------------------------------------------- | ---------------- |
| Estados Unidos (Cash Box Looking Ahead)         | 105              |
| Estados Unidos (Cash Box Country Looking Ahead) | 6                |
| Estados Unidos (Record World Singles Chart)     | 119              |